# Augusta Leighová
Augusta Leighová (rozená Augusta Maria Byronová; 26. ledna 1783 – 12. října 1851) byla jediným dítětem Johna "Mad Jacka" Byrona, otce básníka George Gordona Byrona, a jeho první manželky Amelie Darcyové (Lady Conyersová a první manželka Francise Osborna, markýze z Carmarthenu).

## Dětství
Matka zemřela brzy po Augustině narození a tak jí několik let vychovávala babička, Lady Holdernessová. Ta však zemřela, když byla dívka ještě malá a dítě bylo nějaký čas u příbuzných a přátel.

## Manželství
Augusta se později provdala za svého bratrance komandanta George Leigha (1771–1851), syna generála Charlese Leigha (1748–1815) a jeho manželky Frances Byronové, její tety. Manželé spolu měli sedm dětí. Richard Grenville, 1. vévoda z Buckinghamu a Chandosu, si o svatbě pohrdavě poznamenal do svého deníku: "Ubohá Augusta se dnes vdává! Chudáček! Je mi líto, že se spojuje s takovou rodinou a s takovým bláznem! Nemůže však vinit nikoho než sebe". Manželství se ukázalo jako nešťastné, protože manžel prohrál všechny své peníze. Nakonec svou ženu opustil a zanechal jí děti a dluhy.

## Lord Byron
Augustin nevlastní bratr, George Gordon Byron, se s ní nesetkal dokud nepřijel na Harrow School, a pak se vídali jen velmi zřídka. Od roku 1804 mu však pravidelně psala a stala se jeho důvěrnicí, zvláště v jeho hádkách s matkou. Jejich korespondence skončila dva roky poté, co Byron odešel do zahraničí, a nebyla obnovena, dokud mu neposlala dopis vyjadřující soucit se smrtí jeho matky Catherine v roce 1811.
Neboť spolu nevyrůstali, byli si vzájemně cizí. Nakonec si však rozuměli a zdálo se, že se do sebe zamilovali. Když se Byronovo manželství zhroutilo a on odplul z Anglie, aby se už nikdy nevrátil, objevily se zvěsti o incestu, což byl velmi vážný a skandální přestupek.
Existují určité důkazy na podporu obvinění z incestu. Augustina třetí dcera, narozena na jaře 1814, byla pokřtěna Elizabeth Medora Leighová. Několik dní po narození Byron navštívil svou sestru v jejím domě Swynford Paddocks v Cambridgeshire, aby dítě viděl, a napsal své důvěrnici, lady Melbournové: "Oh! Aleto "stojí za to". Nemohu říci proč a není to "Opice", a pokud je, tak to musí být moje chyba; nicméně se polepším. Musíte však uznat, že je naprosto nemožné, že jsem někdy mohl být tak rád jinde. Celý život jsem se snažil, aby mě někdo miloval, a nikdy jsem neměl takový druh, jakému jsem dával přednost". Výrazem "Opice" se odvolává na strach, že se dítě narodí zdeformované.

## Pozdější život
Bylo pro ni osobní neštěstí, když jednu z jejích dcer, Georgianu, v letech 1829–30 (čtyři roky po svatbě) opustil manžel Henry Trevanion kvůli její mladší sestře Elizabeth Medoře (údajné dceři lorda Byrona). Medora žila s Trecanionem několik let ve Francii, než se nakonec rozešli. Opuštěná Georgiana, dvojnásobně zrazená, postrádala prostředky na žádost o parlamentní rozvod.